# Zaměstnavatel
Zaměstnavatel je účastníkem nejčastěji pracovněprávního vztahu (druhým je zaměstnanec). Jedná se o právnickou či fyzickou osobu, která zaměstnává fyzické osoby (zaměstnance). Zaměstnavatel může zaměstnance zaměstnávat také v jiném vztahu než pracovněprávním, např. se jedná o vztah mezi družstvem a jeho členy. Zaměstnavatelem je i člověk, který jiného zaměstná pro poskytování služeb pro osobní potřebu (např. jako sluhu). Pracovněprávní vztah však nikdy nevzniká mezi manžely.